# Brand (Brauerei)

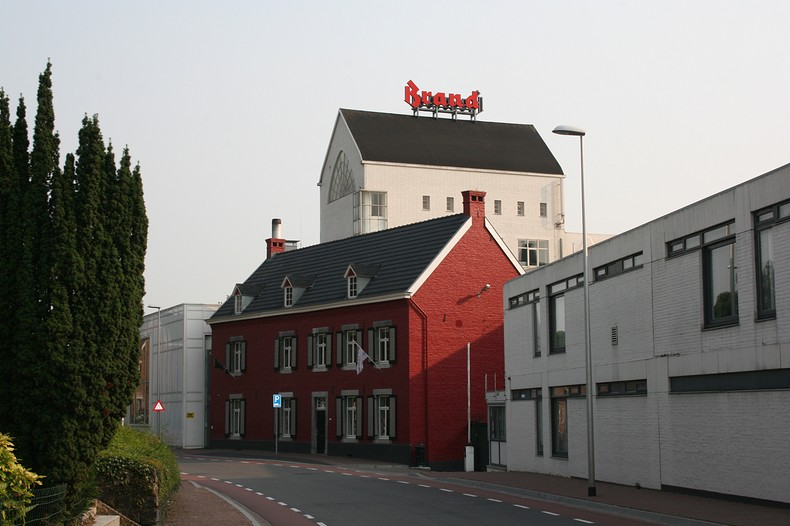
Brand Brauerei in Wijlre

Brand ist eine niederländische Brauerei aus Wijlre in der Provinz Limburg.

## Geschichte
Wijlre hat eine Brautradition, die bis ins 14. Jahrhundert zurückreicht. Ihren jetzigen Namen trägt die Brauerei seit 1871. Er geht auf den damaligen Besitzer Frederik Edmond Brand zurück. Anfang des 20. Jahrhunderts gehörte Brand zu den ersten Brauereien in den Niederlanden, die die Biersorte Pils auf den Markt brachten. Im Jahr 1961 wurde Brand Hoflieferant des niederländischen Königshauses. 1989 wurde der Brauereibetrieb vom niederländischen Konkurrenten Heineken übernommen, der 1992 auch das Prädikat des Hoflieferanten übernahm. Im September 2022 wurde bekannt, dass das traditionsreiche Pils zukünftig in anderen Heineken-Brauereien hergestellt wird und in Wijlre nur noch Spezialbiere der Marke gebraut werden.

## Produkte

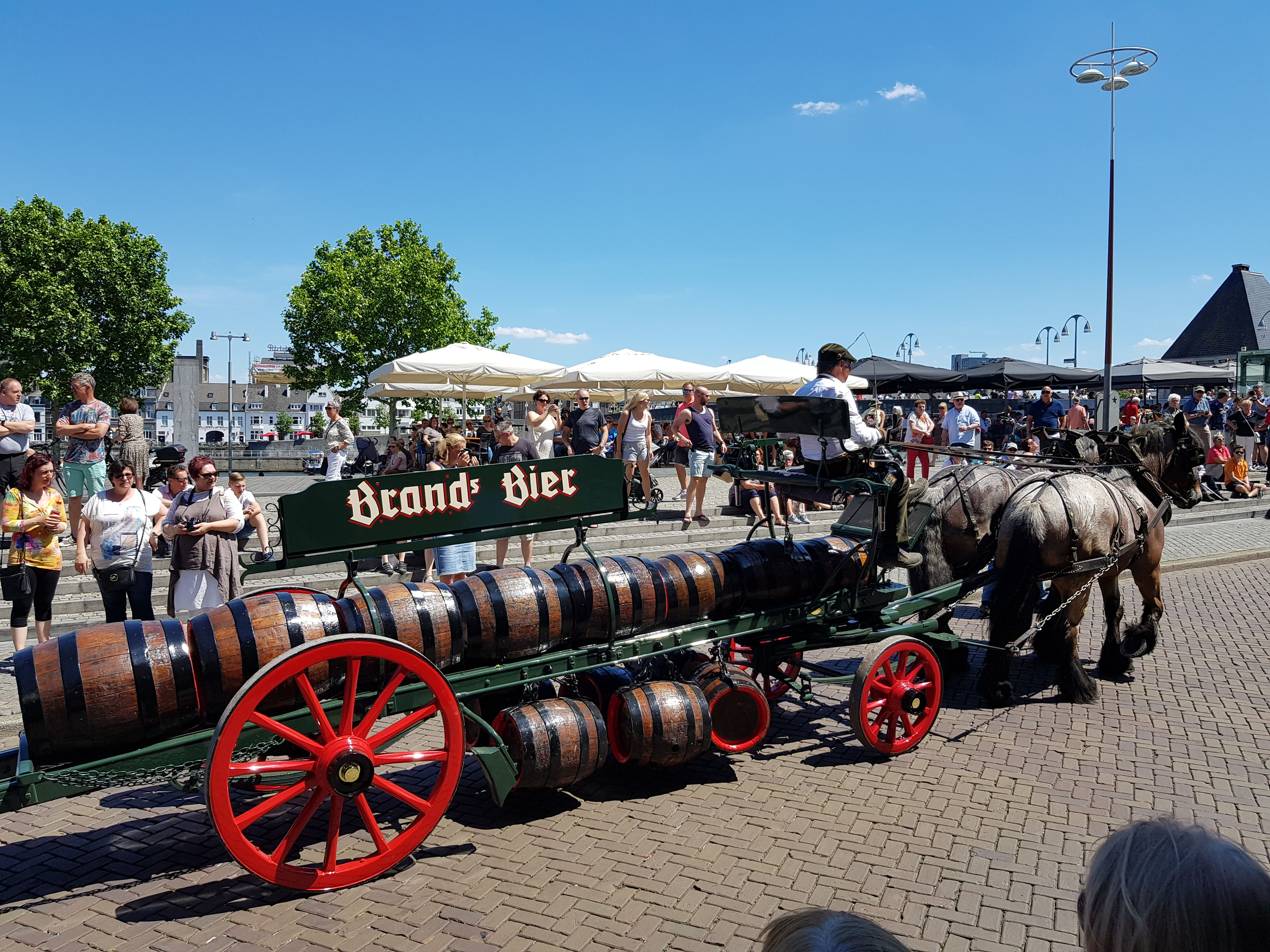

Die Brand-Brauerei hat heute einen Ausstoß von rund einer halben Million Hektoliter (2006). Zu den Produkten gehören:
- Brand Pilsener (seit 1902)
- Brand UP (Exportbier)
- Brand Oud Bruin (süßlich-dunkles Bier mit geringem Alkoholgehalt)
- Brand Imperator (Bockbier)
- Brand Lentebock (Frühlingsbock)
- Brand Winterbock
- Brand Dubbelbock (Doppelbock)
- Brand Sylvester (s. o.)
- Brand Weizen (Weizenbier)
- Brand Weizen 0.0
- Brand IPA
- Brand IPA 0.0